# سانجونيرا أتلتيكو
سانجونيرا أتلتيكو كان فريق كرة قدم إسباني مقره في سانجونيرا لا فيردي (أحد أحياء مورسيا)، في منطقة مورسيا. تأسس في عام 1996، وتم حله في عام 2010 ، ولعب مباريات على أرضه على ملعب المايايو، بسعة 2500 مقعد.

## التاريخ
تأسس في عام 1996، ووصل إلى الفئات الوطنية في العام التالي، وقضى موسم واحد في الدرجة الرابعة، وصعد في موسم 2007-08.
بعد إنهاء الموسم في المركز 12 في 2009-2010، اضطر النادي إلى الانسحاب بسبب الديون المتراكمة بمقدار 340.000 يورو عن المواسم السابقة. بعد ذلك، تم نقله إلى لورقة وأطلق عليه اسم لورقة أتلتيكو؛ تم تعيين بنينو سانشيزمدربًا جديدًا للنادي.